# Brackwede (stacja kolejowa)
Brackwede (niem: Bahnhof Brackwede) – stacja kolejowa w Bielefeld, w regionie Nadrenia Północna-Westfalia, w Niemczech, w dzielnicy Brackwede. Została otwarta przez Köln-Mindener Eisenbahn-Gesellschaft w 1847 roku.

## Linie kolejowe
- Hamm – Minden
- Osnabrück – Brackwede
- Paderborn – Bielefeld

## Połączenia
| Linia | Nazwa           | Trasa                                                           | Przewoźnik   |
| ----- | --------------- | --------------------------------------------------------------- | ------------ |
| RB 67 | Der Warendorfer | Bielefeld – Brackwede – Gütersloh – Warendorf – Münster (Westf) | Eurobahn     |
| RB 69 | Ems-Börde-Bahn  | Bielefeld – Brackwede – Hamm (Westf) – Münster (Westf)          | Eurobahn     |
| RB 74 | Senne-Bahn      | Bielefeld – Brackwede – Sennestadt – Paderborn                  | NordWestBahn |
| RB 75 | Haller Willem   | Bielefeld – Brackwede – Halle (Westf.) – Osnabrück              | NordWestBahn |

| Linia | Nazwa             | Trasa | Częstotliwość                              | Przewoźnik                              |
| ----- | ----------------- | --- | ------------------------------------------ | --------------------------------------- |
| RE 6  | Westfalen-Express | Düsseldorf – Düsseldorf Flughafen – Duisburg – Essen – Dortmund – Hamm – Gütersloh – Brackwede – Bielefeld – Herford – Minden (Westf.) | codziennie kierunek Bielefeld Hauptbahnhof | DB Regio NRW (brak automatów w pociągu) |